# Melissa McCarthy
Pour les articles homonymes, voir McCarthy.
Melissa McCarthy est une actrice, scénariste et productrice américaine, née le 26 août 1970 à Plainfield (Illinois).
Elle commence à apparaître à la télévision et au cinéma à la fin des années 1990.  
Elle se fait connaître du grand public grâce aux rôles secondaires de Sookie, cuisinière et amie de Lorelai dans la série télévisée dramatique Gilmore Girls (2000-2007), puis de l'excentrique Dena dans la série comique Samantha qui ? (2007-2009).  
Elle confirme ensuite avec le rôle principal de Molly dans la sitcom Mike et Molly (2010-2016), qui lui vaut le Primetime Emmy Award de la meilleure actrice dans une série télévisée comique en 2011.
La même année, elle accède à une reconnaissance mondiale grâce à son rôle dans la comédie à succès Mes meilleures amies. Sa performance lui vaut une nomination à l'Oscar de la meilleure actrice dans un second rôle en 2012. 
Dès lors, elle est propulsée vedette de ses propres comédies populaires : Arnaque à la carte (2013) (face à Jason Bateman), Les Flingueuses (2013) (aux côtés de Sandra Bullock), St Vincent (avec Bill Murray). Puis elle retrouve le réalisateur de Mes meilleures amies pour deux projets aux accueils plus mitigés : la comédie d'espionnage Spy (Espionne, 2015) et le blockbuster fantastique SOS Fantômes (2016). 
Parallèlement à ces projets, McCarthy et son mari, Ben Falcone, fondent la société de production On the Day. Le tandem écrit et développe des comédies interprétées par McCarthy et mises en scène par Falcone : Tammy (2014), The Boss (2016), Mère incontrôlable à la fac (2018), Carnage chez les Puppets (2018) et Superintelligence (2019).
En 2015, l'actrice reçoit son étoile sur le célèbre Hollywood Walk of Fame et elle lance sa ligne de vêtements : Melissa McCarthy Seven7, pour les femmes de toutes tailles et morphologies. La même année, le célèbre magazine Forbes la nomme troisième actrice la mieux payée au monde. En 2016, elle figure à la seconde place de ce même classement. 
En 2018, son incursion dans un registre plus dramatique, avec Can You Ever Forgive Me?, est saluée par la critique et lui vaut une nouvelle vague de citations lors de cérémonies de remises de prix prestigieuses. Notamment en étant en lice pour le Golden Globe de la meilleure actrice dans un film dramatique et pour l'Oscar de la meilleure actrice.

## Biographie

### Enfance et débuts de carrière
Née à Plainfield, dans l'État de l'Illinois, Melissa Ann McCarthy est la fille de Sandy et Michael McCarthy. Elle est par ailleurs la cousine de l'actrice et playmate Jenny McCarthy et de la basketteuse professionnelle Joanne McCarthy (en). Melissa fut élevée dans une ferme dans une « grande famille de catholiques irlandais ».  
Elle a des origines irlandaises, anglaises et allemandes,. Certains de ses ancêtres venaient du comté de Cork. 
Elle est diplômée de la St. Francis Academy (devenue la Joliet Catholic Academy), à Joliet, Illinois.
Sa carrière démarre par du stand-up à New York dans des salles de spectacles réputées, puis elle travaille ses talents d'actrice à l'Actors Studio et apparaît dans de nombreuses productions scéniques dans la ville avant de déménager à Los Angeles à la fin des années 1990. 
Elle devient par la suite membre de la troupe d'improvisation comique The Groundlings.
En 1997, elle fait ses débuts à la télévision dans le Jenny McCarthy Show, émission mettant en vedette sa cousine, puis tourne au cinéma dans des seconds rôles, notamment dans Go, Sale Môme et Charlie et ses drôles de dames, mais c'est en 2000 qu'elle se fait connaître du grand public.

### Seconds rôles et révélation à la télévision
En effet, elle obtient le rôle de la cuisinière adorable mais maladroite Sookie St. James dans la série télévisée Gilmore Girls, qui rencontre un succès d'audience et également critique. Elle tient le rôle durant sept saisons.
Tout en tournant dans Gilmore Girls, elle prête sa voix à un personnage de la série d'animation Kim Possible et tourne pour le cinéma (La Vie de David Gale, Laurier blanc), jusqu'à obtenir un premier rôle important sur grand écran dans le film The Nines, où elle partage la vedette avec Ryan Reynolds. 
Elle participe également aux séries Private Practice et Larry et son nombril, avant d'obtenir un rôle régulier dans la série Samantha qui ?, dans lequel elle est l'amie d'enfance du personnage de Christina Applegate. 
À l'annulation de la série à l'issue de la seconde saison, elle enchaîne avec un autre second rôle dans la sitcom Rita Rocks, cette fois-ci portée par Nicole Sullivan et Tisha Campbell, mais également arrêtée au bout de deux saisons.

### Passage au premier plan et cinéma

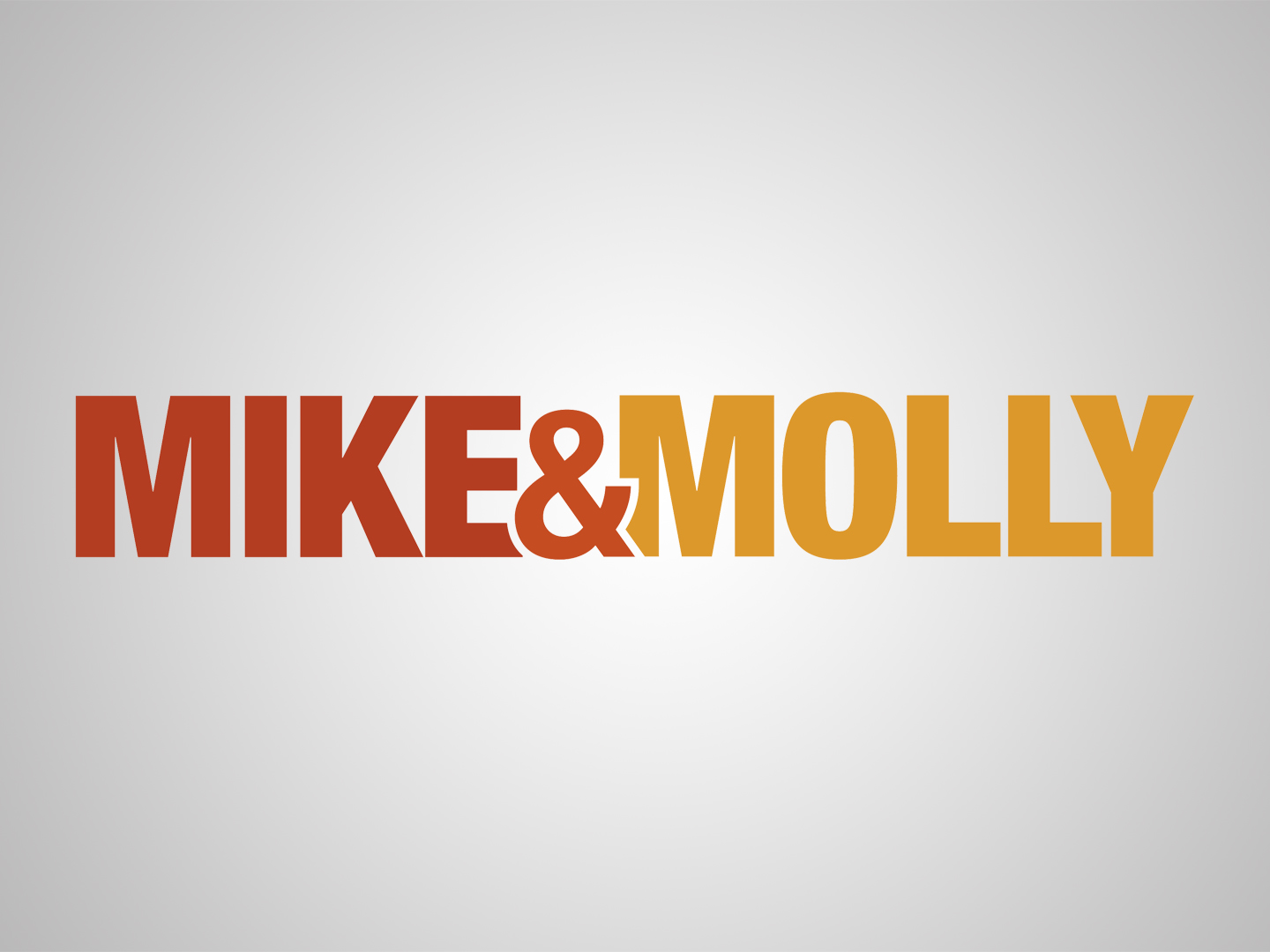
Logo original de la série télévisée Mike and Molly.

En 2010, l'actrice enchaîne avec des seconds rôles dans les comédies Le Plan B et Bébé mode d'emploi ces deux longs métrages lui permettent de donner la réplique à Jennifer Lopez ainsi que Katherine Heigl et Josh Duhamel, et réalisent, tous deux, de bonnes performances au box office,.
La même année, elle décroche enfin le premier rôle féminin d'une série, celui de la sitcom Mike and Molly dont elle partage la vedette aux côtés de Billy Gardell. La série se déroule dans la ville de Chicago, et suit les aventures de Mike Biggs, fonctionnaire de police qui tente de perdre du poids, et Molly Flynn, institutrice aux formes généreuses qui tente de faire la paix avec son corps, qui se sont rencontrés lors d'une réunion des Outremangeurs Anonymes.   
Succès public et critique, Mike & Molly permet à l'actrice d'obtenir la consécration avec l'Emmy de la meilleure actrice dans une série comique l'année suivante. Elle est de nouveau citée à ce même prix, en 2012 et 2014. La série s'arrête finalement en 2016, après six saisons et près de 130 épisodes. L'actrice a également profité de ce succès pour faire ses débuts en tant que réalisatrice et est passée, à quatre reprises, derrière la caméra.  
L'année 2011 est également marquée par un rôle de premier plan au cinéma, celui de Megan, dans la comédie Mes meilleures amies, qui, en plus du triomphe critique et public, permet à l'actrice de rencontrer les éloges de la critique et d'obtenir des nominations aux Golden Globes et aux Oscars. Elle est lancée comme nouvelle star de la comédie US,.

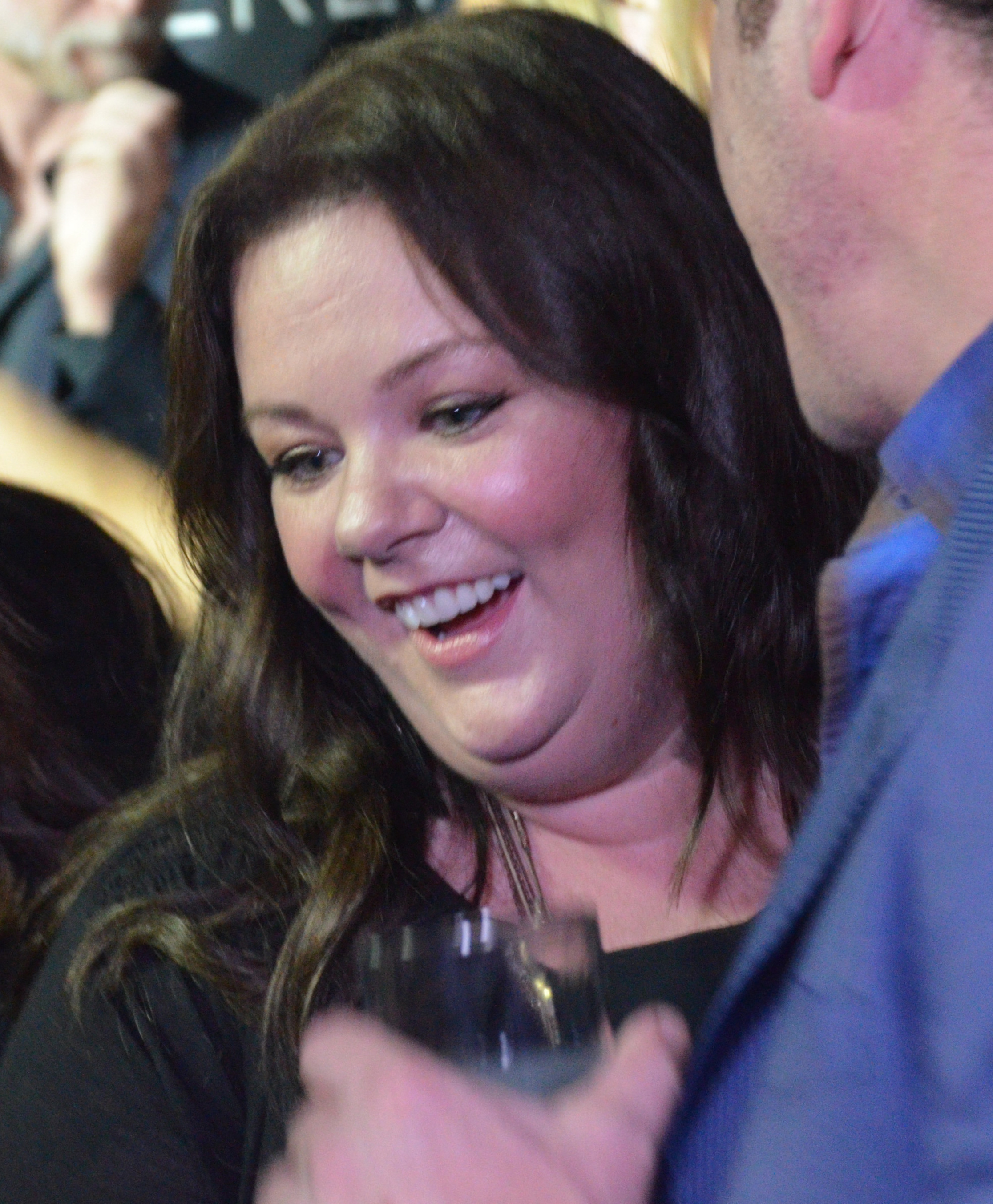
En 2012, lors de la soirée post-Emmy Awards.

En 2012, elle confirme dans ce nouveau statut en faisant des apparition dans des projets attendus : pour une scène de 40 ans : Mode d'emploi, suite d'En cloque, mode d'emploi, réalisé par Judd Apatow, puis une autre de Very Bad Trip 3, de Todd Phillips, sorti en 2013. La même année, elle tente de confirmer en tant que star du film Arnaque à la carte, aux côtés de Jason Bateman,. Le film est très mal reçu par la critique, mais confirme la popularité de la comédienne auprès du grand public américain. 
Néanmoins, elle peut compter sur Paul Feig pour renouer avec la critique : la comédie policière Les Flingueuses, dont elle partage l'affiche avec la star Sandra Bullock, est aussi un joli succès commercial aux États-Unis et lui vaut une nouvelle vague de récompenses et nominations.

### Production et confirmation

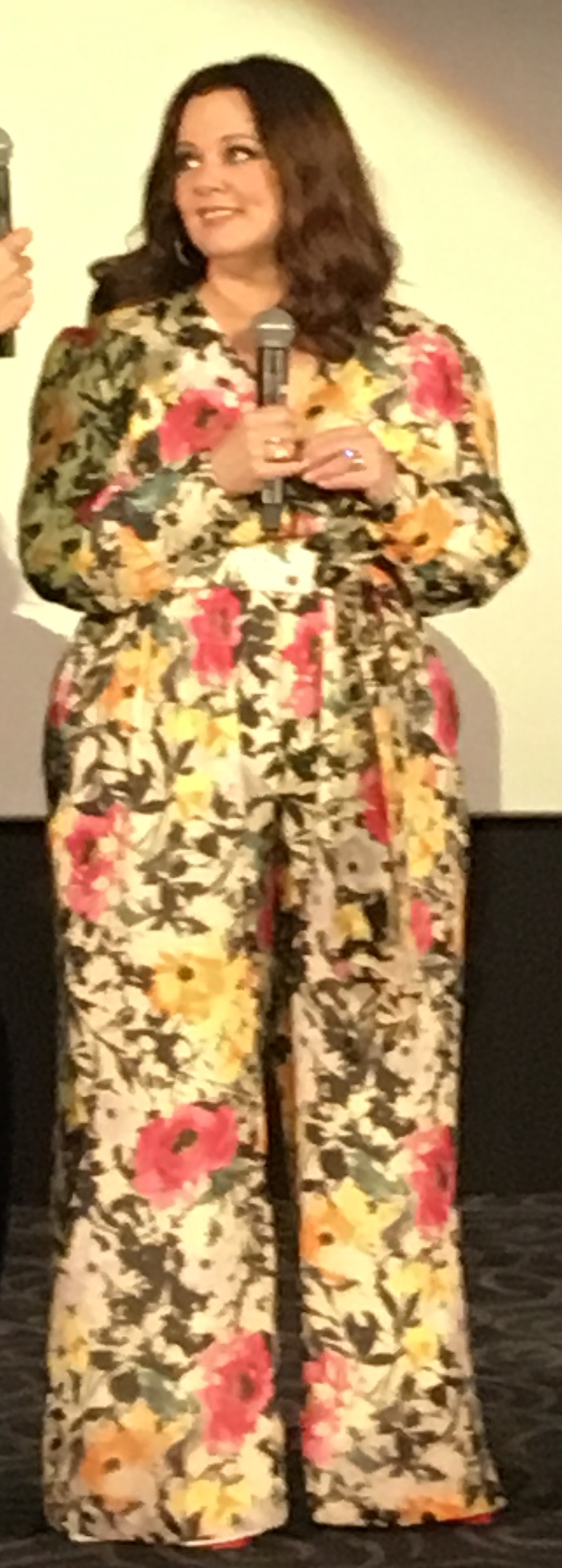
En 2016, lors d'une avant première de la comédie The Boss.

En 2014, elle prend des risques en passant à l'écriture pour la comédie Tammy, réalisée par son époux Ben Falcone, acceptant de revoir son salaire à la baisse au profit de la production. Le film est très mal reçu mais fonctionne correctement au box office grâce à son faible budget. La même année, elle joue dans la comédie dramatique indépendante St Vincent, menée par Bill Murray, accueillie chaleureusement par la critique. 
Elle retrouve Paul Feig pour la comédie d'espionnage Spy, qui est acclamée par la critique et fonctionne très bien à l'international, et fait partie de l'équipe féminine formée par Paul Feig pour le reboot SOS Fantômes (Ghostbusters), sorti en 2016, qui crée la controverse du côté de la critique, mais fonctionne au box office. La même année, elle fait un caméo dans la comédie d'action Agents presque secrets portée par le tandem Dwayne Johnson et Kevin Hart et elle occupe le rôle principal de la comédie The Boss, réalisé par son mari Ben Falcone. C'est une nouvelle fois un succès auprès du public mais un échec côté presse. 
Elle crée également la surprise en acceptant de revenir, le temps d'un épisode, dans Gilmore Girls, pour la huitième et dernière saison en quatre épisodes de 90 minutes, intitulée Une nouvelle année, diffusée le 25 novembre 2016 sur Netflix. 
En février 2017, elle caricature le porte-parole de la Maison-Blanche, Sean Spicer, pour l'émission Saturday Night Live. Une présence récurrente qui lui permet de renouer avec les hauteurs. Elle est récompensée par le Primetime Emmy Award de la meilleure actrice invitée dans une série télévisée comique. Cette année là, elle est aussi la quatrième actrice la mieux payée avec un revenu estimé à 18 millions de dollars, en moyenne, par films.
Elle retourne à l'écriture et est attendue dans le rôle principal de la comédie Mère incontrôlable à la fac, toujours en collaboration avec son mari l'acteur et réalisateur Ben Falcone. Pour cette production, elle donne la réplique à Shannon Purser, Gillian Jacobs, Julie Bowen et Christina Aguilera. Le film divise la critique mais fonctionne une nouvelle fois au box-office. 
Avant cela, elle joue l'un des rôles principaux de la comédie Carnage chez les Puppets, basé sur les personnages Muppet, mais les critiques sont catastrophiques. Ce film lui vaut le Razzie Awards de la pire actrice et signe une contre-performance au box-office. Cependant, même la cérémonie parodique loue sa performance dans Les Faussaires de Manhattan et lui attribue un titre honorifique.  

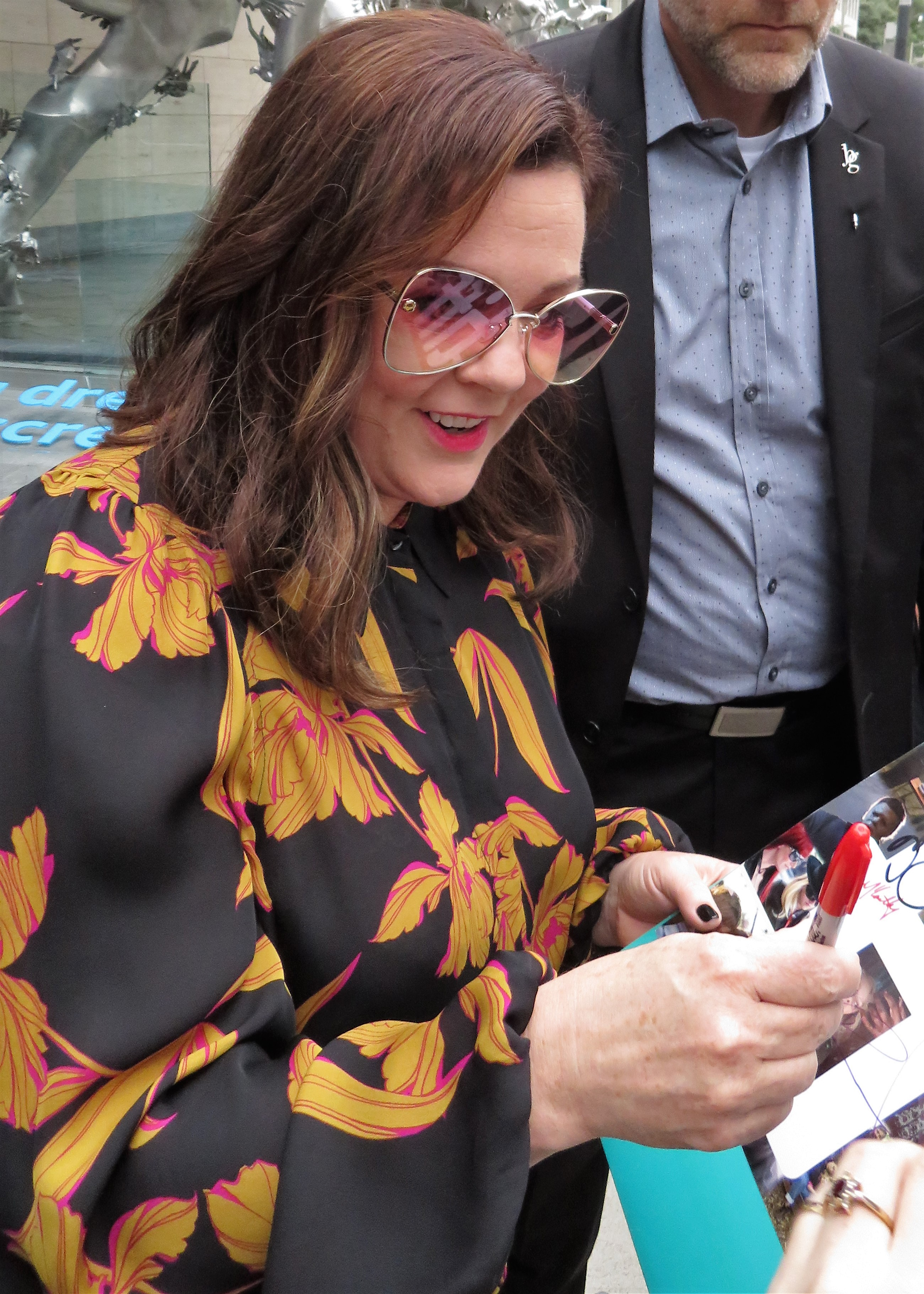
Au Festival international du film de Toronto 2018 pour la promotion de Les Faussaires de Manhattan.

En effet, elle finit par s'aventurer dans le registre de la comédie dramatique avec Can You Ever Forgive Me? secondée par Julie Ann Emery et Richard E. Grant, remplaçant Julianne Moore prévue initialement pour tenir le rôle. Une incursion dans le genre dramatique saluée par la profession, qui lui vaut alors de nombreuses citations dont une pour le Golden Globe de la meilleure actrice dans un film dramatique et pour l'Oscar de la meilleure actrice. Elle est élue meilleure actrice lors du Festival international du film de Santa Barbara et lors du Festival international du film de Palm Springs.
En 2019, elle est à l'affiche de Les Baronnes, une adaptation d'un comic book qui suit les aventures d'un groupe de femmes de mafieux. Réalisé par Andrea Berloff, elle y partage la vedette aux côtés de la nouvelle révélation comique aux États-Unis, Tiffany Haddish et Elisabeth Moss. La même année, elle entre en négociations afin d'incarner le personnage d'Ursula dans l'adaptation en prise de vues réelles du classique Disney de 1989, La Petite Sirène,, succédant à Lady Gaga un temps pressentie.

### Vie privée
Elle est mariée depuis le 8 octobre 2005 à l'acteur Ben Falcone, son petit ami de longue date et membre de The Groundlings,, avec lequel elle a eu deux filles : Vivian, née le 5 mai 2007, et Georgette (« Georgie »), née en mars 2010.
C'est une proche amie de l'actrice Christina Applegate ainsi que d'Octavia Spencer. 
Depuis le lancement de Mike & Molly, McCarthy a perdu environ 35 kg. Elle attribue la perte de poids à un régime alimentaire riche en protéines et faible en glucides, à des exercices réguliers et à une « vie extra-ennuyeuse » qui comprend l'heure du coucher à 19h30.
McCarthy est la cousine de l'actrice, mannequin et animatrice de télévision Jenny McCarthy,.

## Filmographie

### Actrice

#### Cinéma

##### Courts métrages
- 1998 : God de John August : Margaret
- 2000 : Auto Motives de Lorraine Bracco : Tonnie
- 2003 : Chicken Party de Tate Taylor : Tot Wagner
- 2007 : The Captain de Sean K. Lambert : Fran

##### Longs métrages
- 1999 : Go de Doug Liman : Sandra
- 2000 : Mais qui a tué Mona ? de Nick Gomez : Shirley
- 2000 : Sale Môme de Jon Turteltaub : la serveuse de Sky King
- 2000 : Charlie et ses drôles de dames de McG : Doris
- 2002 : Pumpkin d'Anthony Abrams et Adam Larson Border : Cici Pinkus
- 2002 : Une soirée parfaite de Jordan Brady : Marilyn
- 2002 : Laurier blanc de Peter Kosminsky : Paramedical
- 2003 : La Vie de David Gale d'Alan Parker : Nico, la fille gothique
- 2003 : Charlie's Angels : Les Anges se déchaînent ! de McG : la femme devant la scène de crime
- 2007 : The Nines de John August : Margaret / Melissa / Mary
- 2007 : Cook Off! (en) de Guy Shalem : Amber Strang
- 2008 : Just Add Water (en) de Hart Bochner : Selma
- 2008 : Pretty Ugly People (en) de Tate Taylor : Becky
- 2010 : Le Plan B d'Alan Poul (en) : Carol
- 2010 : Bébé mode d'emploi de Greg Berlanti : DeeDee
- 2011 : Mes meilleures amies de Paul Feig : Megan
- 2012 : 40 ans : Mode d'emploi de Judd Apatow : Catherine
- 2013 : Arnaque à la carte de Seth Gordon : Diana
- 2013 : Very Bad Trip 3 de Todd Phillips : Cassie
- 2013 : Les Flingueuses de Paul Feig : l'inspecteur Shannon Mullins
- 2014 : Tammy de Ben Falcone : Tammy
- 2014 : St Vincent de Theodore Melfi : Maggie Bronstein
- 2015 : Spy de Paul Feig : Susan Cooper
- 2016 : The Boss de Ben Falcone : Michelle
- 2016 : Agents presque secrets de Rawson Marshall Thurber : Darla McGuckian (non créditée)
- 2016 : SOS Fantômes de Paul Feig : Abby Yates
- 2018 : Mère incontrôlable à la fac (Life of the Party) de Ben Falcone : Deanna
- 2018 : Carnage chez les Puppets (The Happytime Murders) de Brian Henson : Connie Edwards
- 2018 : Les Faussaires de Manhattan (Can You Ever Forgive Me?) de Marielle Heller : Lee Israel
- 2019 : Les Baronnes (The Kitchen) d'Andrea Berloff : Kathy Brennan
- 2019 : Superintelligence de Ben Falcone : Carol Peters
- 2021 : Thunder Force de Ben Falcone : Lydia Berman
- 2021 : Lilly et l'Oiseau de Theodore Melfi : Lilly
- 2022 : Thor: Love and Thunder de Taika Waititi : l'actrice de théâtre interprétant Hela (caméo)
- 2023 : La Petite Sirène (The Little Mermaid) de Rob Marshall : Ursula
- 2023 : Genie de Sam Boyd : Flora
- 2024 : Unfrosted : L'épopée de la Pop-Tart (Unfrosted) de Jerry Seinfeld : Donna Stankowsky

#### Séries télévisées
- 1997 : The Jenny McCarthy Show : Melissa (1 épisode)
- 2000 : D.C. : Molly (2 épisodes)
- 2000 - 2007 : Gilmore Girls : Sookie St. James (153 épisodes)
- 2001 : Les Aventuriers du monde perdu : Billy (1 épisode[N 1])
- 2002 - 2005 : Kim Possible : DNAmy (voix, 3 épisodes)
- 2004 : Larry et son nombril : la vendeuse (1 épisode)
- 2007 - 2009 : Samantha qui ? : Dena (35 épisodes)
- 2009 : Rita Rocks : Mindy Boone (5 épisodes)
- 2010 : Private Practice : Lynn McDonald (1 épisode)
- 2010 - 2016 : Mike and Molly : Molly Flynn (rôle principal - 127 épisodes - également réalisatrice de 4 épisodes)
- 2012 : Les Pingouins de Madagascar : Shelley (voix, 1 épisode)
- 2016 : Gilmore Girls : Une nouvelle année : Sookie St. James (1 épisode)
- 2011 - 2017 : Saturday Night Live : Elle-même / différents personnages
- 2017 - 2018 : Nobodies : elle-même (8 épisodes)
- 2021 : Nine Perfect Strangers[57] : Frances Welty (8 épisodes)
- 2022 : God's Favorite Idiot[58] : Amily Luck (8 épisodes)
- 2024 : Only Murders in the Building : Dorine Haden Savage

### Publicité
- 2023 : BOOKING.COM - Melissa McCarthy in "Somewhere, Anywhere"

### Productrice
- 2014 : Tammy de Ben Falcone* 2016 : The Boss de Ben Falcone
- 2017-2018 : Nobodies (série télévisée, productrice exécutive de 24 épisodes)
- 2017 : Amy's Brother de Beth McCarthy-Miller (pilote non retenu par Warner Bros. Television)
- 2018 : Carnage chez les Puppets (The Happytime Murders) de Brian Henson
- 2018 : Mère incontrôlable à la fac (Life of the Party) de Ben Falcone
- 2019 : Superintelligence de Ben Falcone
- 2021 : Thunder Force de Ben Falcone

### Scénariste
- 2014 : Tammy de Ben Falcone
- 2016 : The Boss de Ben Falcone
- 2018 : Mère incontrôlable à la fac (Life of the Party) de Ben Falcone

## Distinctions

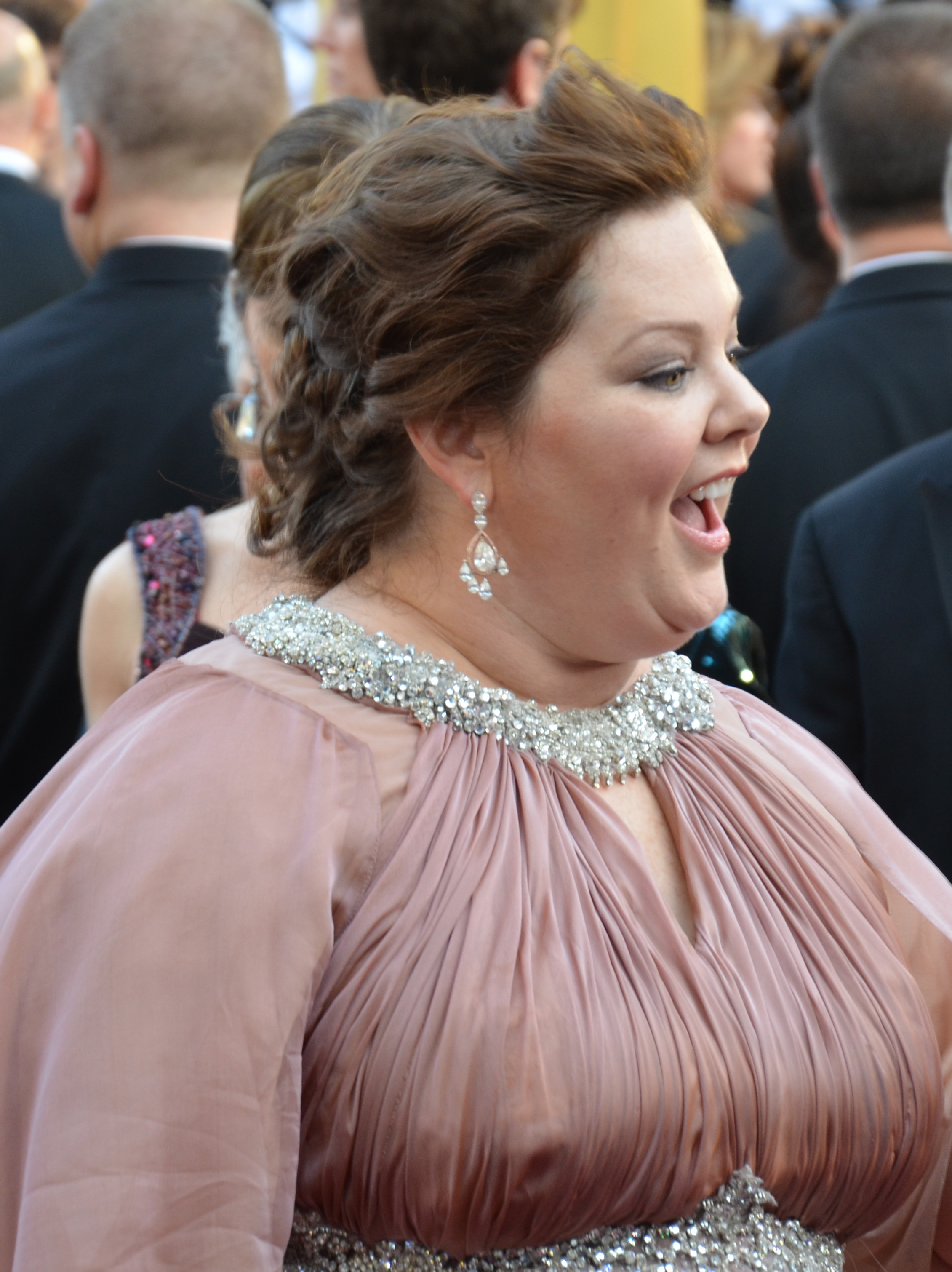
McCarthy nommée pour l'Oscar de la meilleure actrice dans un second rôle, lors de la 85e cérémonie des Oscars, en 2012.

Note : Cette section récapitule les principales récompenses et nominations obtenues par Melissa McCarthy. Pour une liste plus complète, se référer à la base de données IMDb.

### Récompenses
- Awards Circuit Community Awards 2011 : meilleure actrice dans un second rôle pour Mes meilleures amies
- Boston Society of Film Critics 2011 : meilleure actrice dans un second rôle pour Mes meilleures amies
- Primetime Emmy Awards 2011 : meilleure actrice dans une série comique pour Mike and Molly
- Golden Schmoes Awards 2011 : meilleure actrice dans un second rôle pour Mes meilleures amies
- New York Film Critics Circle 2011 : meilleure actrice dans un second rôle pour Mes meilleures amies
- Sierra Awards 2011 : meilleure actrice dans un second rôle pour Mes meilleures amies
- Women Film Critics Circle Awards 2011 : Meilleure actrice dans un film comique pour Mes meilleures amies
- Iowa Film Critics Association 2012 : meilleure actrice dans un second rôle pour Mes meilleures amies
- MTV Movie & TV Awards 2012 : 
  - Meilleure interprétation comique pour Mes meilleures amies
  - Meilleur moment WTF pour Mes meilleures amies
- Festival international du film de Santa Barbara 2012 : Virtuoso Award pour Mes meilleures amies
- CinemaCon Awards 2013 : Star féminine de l'année
- Elle Women in Hollywood Awards 2013 : Femme de l'année
- Teen Choice Awards 2013 : meilleur duo (Alchimie) dans un film pour Les Flingueuses, prix partagé avec Sandra Bullock
- Women Film Critics Circle Awards 2013 : Meilleure actrice de comédie pour Les Flingueuses
- American Comedy Awards 2014 : meilleure actrice pour Les Flingueuses
- People's Choice Awards 2015 : Actrice de film comique préférée
- MTV Movie & TV Awards 2016 : Comedic Genius Award de la meilleure actrice comique
- Women Film Critics Circle 2016 : Meilleure actrice dans un film d'action pour SOS Fantômes, prix partagé avec Kristen Wiig, Kate McKinnon et Leslie Jones
- People's Choice Awards 201 : Actrice de film comique préférée
- Primetime Emmy Awards 2017 : meilleure actrice invitée dans une série télévisée comique pour Saturday Night Live
- Gold Derby Awards 2017 : meilleure actrice invitée dans une série télévisée comique pour Saturday Night Live
- Kids' Choice Awards 2017 : Meilleure actrice dans un film pour SOS Fantômes
- Boston Society of Film Critics 2018 : meilleure actrice pour Can You Ever Forgive Me?
- Florida Film Critics Circle 2018 : meilleure actrice pour Can You Ever Forgive Me?
- New York Film Critics Online 2018 : meilleure actrice pour Can You Ever Forgive Me?
- Phoenix Critics Circle 2018 : meilleure actrice pour Can You Ever Forgive Me?
- San Francisco Film Critics Circle 2018 : meilleure actrice pour Can You Ever Forgive Me?
- Vancouver Film Critics Circle 2018 : meilleure actrice pour Can You Ever Forgive Me?[59]
- Hollywood Makeup Artist and Hair Stylist Guild Awards 2019 : Distinguished Artisan Award
- Festival international du film de Palm Springs 2019 : Spotlight Award de la meilleure actrice pour Can You Ever Forgive Me?
- Festival international du film de Santa Barbara 2019 : Montecito Award de la meilleure actrice pour Can You Ever Forgive Me?

### Nominations
- Chicago Film Critics Association Awards 2011 : meilleure actrice dans un second rôle pour Mes meilleures amies
- Dallas-Fort Worth Film Critics Association Awards 2011 : meilleure actrice dans un second rôle pour Mes meilleures amies
- Houston Film Critics Society 2011 : meilleure actrice dans un second rôle pour Mes meilleures amies
- Indiewire Critics' Poll 2011 : meilleure actrice dans un second rôle pour Mes meilleures amies
- Phoenix Film Critics Society 2011 : meilleure distribution d'ensemble pour Mes meilleures amies
- Satellite Awards 2011 : meilleure actrice dans une série comique ou musical pour Mike and Molly
- Teen Choice Awards 2011 : meilleure voleuse de vedette pour Mes meilleures amies
- Washington DC Area Film Critics Association 2011 : meilleure actrice dans un second rôle pour Mes meilleures amies
- American Comedy Awards 2012 : Révélation de l'année pour Mes meilleures amies
- BAFTA Awards 2012 : meilleure actrice dans un second rôle pour Mes meilleures amies
- Critic Choice Awards 2012 :
  - meilleure actrice dans un second rôle pour Mes meilleures amies
  - meilleure distribution d'ensemble pour Mes meilleures amies
- Central Ohio Film Critics Association Awards 2012 : 
  - meilleure actrice dans un second rôle pour Mes meilleures amies
  - meilleure distribution d'ensemble pour Mes meilleures amies
- Denver Film Critics Society 2012 : Meilleure actrice dans un second rôle pour Mes meilleures amies
- Gay and Lesbian Entertainment Critics Association 2012 : Star de l'année
- Gold Derby Awards 2012 : 
  - Meilleure actrice dans un second rôle pour Mes meilleures amies
  - Meilleure interprétation de variété pour Saturday Night Live
  - Meilleure distribution d'ensemble pour Mes meilleures amies
- MTV Movie & TV Awards 2012 : Révélation de l'année pour Mes meilleures amies
- Oscars 2012 : meilleure actrice dans un second rôle pour Mes meilleures amies
- Online Film Critics Society Awards 2012 : meilleure actrice dans un second rôle pour Mes meilleures amies
- Primetime Emmy Awards 2012 :
  - meilleure actrice invitée dans une série télévisée comique pour Saturday Night Live
  - meilleure actrice dans une série télévisée comique pour Mike and Molly
- Screen Actors Guild Awards 2012 :
  - meilleure distribution d'ensemble pour Mes meilleures amies
  - meilleure actrice dans un second rôle pour Mes meilleures amies
- TV Guide Awards 2012 : Meilleure actrice dans une série télévisée pour Mike and Molly
- Vancouver Film Critics Circle Awards 2012 : meilleure actrice dans un second rôle pour Mes meilleures amies
- Primetime Emmy Awards 2013 :
  - meilleure actrice invitée dans une série télévisée comique pour Saturday Night Live
  - meilleure actrice dans une série télévisée comique pour Mike and Molly
- Teen Choice Awards 2013 :
  - Meilleure actrice dans un film comique pour Arnaque à la carte
  - Actrice préférée
  - Meilleur méchant dans un film pour Arnaque à la carte
  - Meilleure actrice dans un film d'été pour Les Flingueuses
  - Meilleur pétage de plombs dans un film pour Les Flingueuses
- Critics' Choice Movie Awards 2014 : meilleure actrice pour Les Flingueuses
- Indiana Film Journalists Association 2014 : meilleure actrice dans un second rôle pour St. Vincent
- MTV Movie & TV Awards 2014 :
  - Meilleure interprétation comique pour Les flingueuses
  - Meilleure baston pour Arnaque à la carte, nomination partagée avec Jason Bateman
  - Meilleur moment musical dans un film pour Arnaque à la carte
- People's Choice Awards 2014 : 
  - Meilleure actrice de films pour Les Flingueuses
  - meilleure actrice comique pour Les Flingueuses
  - Meilleur duo dans un film pour Les Flingueuses, nomination partagée avec Sandra Bullock
  - meilleure actrice dans une série comique pour Mike and Molly
- Primetime Emmy Awards 2014 :
  - meilleure actrice invitée dans une série télévisée comique pour Saturday Night Live
  - meilleure actrice dans une série télévisée comique pour Mike and Molly
- Teen Choice Awards 2014 : Meilleure actrice dans un film d'été pour Tammy
- Critics' Choice Movie Awards 2015 : meilleure actrice pour St. Vincent
- People's Choice Awards 2015 : 
  - Actrice de film préférée
  - Actrice de série télévisée comique préférée
- Teen Choice Awards 2015 : 
  - Meilleure actrice dans un film d'été pour Spy
  - Meilleur pétage de plombs dans un film pour Spy
- Women Film Critics Circle Awards 2015 : Meilleure actrice dans un film comique pour Spy
- Critics' Choice Movie Awards 2016 : meilleure actrice pour Spy
- Golden Globes 2016 : meilleure actrice dans un film musical ou une comédie pour Spy
- MTV Movie & TV Awards 2016 :
  - Meilleure interprétation comique pour Spy
  - Meilleure baston pour Spy, nomination partagée avec Nargis Fakhri
- Primetime Emmy Awards 2016 : meilleure actrice invitée dans une série télévisée comique pour Saturday Night Live
- Teen Choice Awards 2016 : 
  - Meilleure actrice dans un film de comédie pour The Boss
  - Meilleure actrice dans un film d'été pour SOS Fantômes
  - Kids' Choice Awards 2017 : Meilleure distribution pour SOS Fantômes
- People's Choice Awards 2017 : Actrice de film préférée
- Chicago Film Critics Association 2018 : meilleure actrice pour Can You Ever Forgive Me?
- Dallas-Fort Worth Film Critics Association 2018 : meilleure actrice pour Can You Ever Forgive Me?
- Detroit Film Critics Society 2018 : meilleure actrice pour Can You Ever Forgive Me?
- Indiewire Critics' Poll 2018 : meilleure actrice pour Can You Ever Forgive Me?
- North Texas Film Critics Association 2018 : meilleure actrice pour Can You Ever Forgive Me?
- San Diego Film Critics Society 2018 : meilleure actrice pour Can You Ever Forgive Me?
- Teen Choice Awards 2018 : meilleure actrice dans un film de l'été pour Mère incontrôlable à la fac
- Toronto Film Critics Association 2018 : meilleure actrice pour Can You Ever Forgive Me?
- Washington DC Area Film Critics Association 2018 : meilleure actrice pour Can You Ever Forgive Me?
- Alliance of Women Film Journalists 2019 : 
  - meilleure actrice pour Can You Ever Forgive Me?
  - meilleure performance pour Can You Ever Forgive Me?
  - actrice ayant le plus besoin d'un nouvel agent pour Mère incontrôlable à la fac et Carnage chez les Puppets
- BAFTA Awards 2019 : meilleure actrice pour Can You Ever Forgive Me?
- Critics' Choice Movie Awards 2019 : meilleure actrice pour Can You Ever Forgive Me?
- Central Ohio Film Critics Association Awards 2019 : meilleure actrice pour Can You Ever Forgive Me?
- Denver Film Critics Society 2019 : meilleure actrice pour Can You Ever Forgive Me?
- Gay and Lesbian Entertainment Critics Association 2019 : Dorian Award de la meilleure actrice de l'année pour Can You Ever Forgive Me?
- Golden Globes 2019 : meilleure actrice dans un film dramatique pour Can You Ever Forgive Me?
- Houston Film Critics Society 2019 : meilleure actrice pour Can You Ever Forgive Me?
- Legionnaires of Laughter Legacy Awards 2019 : 
  - meilleure performance politique comique par une artiste ou un groupe dans Saturday Night Live
  - meilleure artiste féminine comique
- National Society of Film Critics Awards 2019 : meilleure actrice pour Can You Ever Forgive Me?
- North Carolina Film Critics Association 2019 : meilleure actrice pour Can You Ever Forgive Me?
- Oscars 2019 : meilleure actrice pour Can You Ever Forgive Me?
- Satellite Awards 2019 : meilleure actrice pour Can You Ever Forgive Me?
- Screen Actors Guild Awards 2019 : meilleure actrice pour Can You Ever Forgive Me?
- Women's Image Network Awards 2019 : meilleure actrice pour Can You Ever Forgive Me?

## Voix francophones
En France, Véronique Alycia est la voix française régulière de l'actrice.
Au Québec, elle est régulièrement doublée par Natalie Hamel-Roy.